# Subsidiariedad (Iglesia católica)
En la Doctrina social de la Iglesia se entiende por principio de subsidiariedad el principio en virtud del cual el Estado solo debe ejecutar una labor orientada al bien común cuando advierte que los particulares o los organismos intermedios no la realizan adecuadamente, sea por imposibilidad o sea por cualquier otra razón.
Se trata de uno de los principios más largamente repetidos y propios de la enseñanza de la Iglesia católica ya tratado en la que se considera la primera encíclica de temas sociales, la Rerum novarum y refrendado en los documentos posteriores.

## Principio de Subsidariedad

### Origen y significado
La subsidiariedad se encuentra entre las directrices más constantes y características de la doctrina social de la Iglesia, presente desde la primera gran encíclica social. Es imposible promover la dignidad de la persona si no se cuidan la familia, los grupos, las asociaciones, las realidades territoriales locales, en definitiva, aquellas expresiones agregativas de tipo económico, social, cultural, deportivo, recreativo, profesional, político, a las que las personas dan vida espontáneamente y que hacen posible su efectivo crecimiento social. Es éste el ámbito de la sociedad civil, entendida como el conjunto de las relaciones entre individuos y entre sociedades intermedias, que se realizan en forma originaria y gracias a la «subjetividad creativa del ciudadano. La red de estas relaciones forma el tejido social y constituye la base de una verdadera comunidad de personas, haciendo posible el reconocimiento de formas más elevadas de sociabilidad.
La exigencia de tutelar y de promover las expresiones originarias de la sociabilidad es subrayada por la Iglesia en la encíclica Quadragesimo anno, en la que el principio de subsidiariedad se indica como principio importantísimo de la <filosofía social>: «Como no se puede quitar a los individuos y darlo a la comunidad lo que ellos pueden realizar con su propio esfuerzo e industria, así tampoco es justo, constituyendo un grave perjuicio y perturbación del recto orden, quitar a las comunidades menores e inferiores lo que ellas pueden hacer y proporcionar y dárselo a una sociedad mayor y más elevada, ya que toda acción de la sociedad, por su propia fuerza y naturaleza, debe prestar ayuda a los miembros del cuerpo social, pero no destruirlos y absorberlos».
Conforme a este principio, todas las sociedades de orden superior deben ponerse en una actitud de ayuda («subsidium») —-por tanto de apoyo, promoción, desarrollo— respecto a las menores. De este modo, los cuerpos sociales intermedios pueden desarrollar adecuadamente las funciones que les competen, sin deber cederlas injustamente a otras agregaciones sociales de nivel superior, de las que terminarían por ser absorbidos y sustituidos y por ver negada, en definitiva, su dignidad propia y su espacio vital.
A la subsidiariedad entendida en sentido positivo, como ayuda económica, institucional, legislativa, ofrecida a las entidades sociales más pequeñas, corresponde una serie de implicaciones en negativo, que imponen al Estado abstenerse de cuanto restringiría, de hecho, el espacio vital de las células menores y esenciales de la sociedad. Su iniciativa, libertad y responsabilidad, no deben ser suplantadas.

### Indicaciones concretas
El principio de subsidiariedad protege a las personas de los abusos de las instancias sociales superiores e insta a estas últimas a ayudar a los particulares y a los cuerpos intermedios a desarrollar sus tareas. Este principio se impone porque toda persona, familia y cuerpo intermedio tiene algo de original que ofrecer a la comunidad. La experiencia constata que la negación de la subsidiariedad, o su limitación en nombre de una pretendida democratización o igualdad de todos en la sociedad, limita y a veces también anula, el espíritu de libertad y de iniciativa.
Con el principio de subsidiariedad contrastan las formas de burocratización, de asistencialismo, de presencia injustificada y excesiva del Estado y del aparato público: «Al intervenir directamente y quitar responsabilidad a la sociedad, el Estado asistencial provoca la pérdida de energías humanas y el aumento exagerado de los aparatos públicos, dominados por las lógicas burocráticas más que por la preocupación de servir a los usuarios, con enorme crecimiento de los gastos». La ausencia o el inadecuado reconocimiento de la iniciativa privada, incluso económica, y de su función pública, así como también los monopolios, contribuyen a dañar gravemente el principio de subsidiariedad.
A la actuación del principio de subsidiariedad corresponden: el respeto y la promoción efectiva del primado de la persona y de la familia; la valoración de las asociaciones y de las organizaciones intermedias, en sus opciones fundamentales y en todas aquellas que no pueden ser delegadas o asumidas por otros; el impulso ofrecido a la iniciativa privada, a fin de que cada organismo social permanezca, con las propias peculiaridades, al servicio del bien común; la articulación pluralista de la sociedad y la representación de sus fuerzas vitales; la salvaguardia de los derechos de los hombres y de las minorías; la descentralización burocrática y administrativa; el equilibrio entre la esfera pública y privada, con el consecuente reconocimiento de la función social del sector privado; una adecuada responsabilidad del ciudadano para «ser parte» activa de la realidad política y social del país.
Diversas circunstancias pueden aconsejar que el Estado ejercite una función de suplencia. Piénsese, por ejemplo, en las situaciones donde es necesario que el Estado mismo promueva la economía, a causa de la imposibilidad de que la sociedad civil asuma autónomamente la iniciativa; piénsese también en las realidades de grave desequilibrio e injusticia social, en las que sólo la intervención pública puede crear condiciones de mayor igualdad, de justicia y de paz. A la luz del principio de subsidiariedad, sin embargo, esta suplencia institucional no debe prolongarse y extenderse más allá de lo estrictamente necesario, dado que encuentra justificación sólo en lo excepcional de la situación. En todo caso, el bien común correctamente entendido, cuyas exigencias no deberán en modo alguno estar en contraste con la tutela y la promoción del primado de la persona y de sus principales expresiones sociales, deberá permanecer como el criterio de discernimiento acerca de la aplicación del principio de subsidiariedad.